# 静岡県道210号相俣岡部線
静岡県道210号相俣岡部線（しずおかけんどう210ごう あいまたおかべせん）は、静岡県静岡市から同県藤枝市に至る一般県道である。

## 概要

### 路線データ
- 起点：静岡県静岡市葵区相俣（国道362号交点）
- 終点：静岡県藤枝市岡部町岡部（静岡県道208号藤枝静岡線交点）

## 沿革
- 1960年（昭和35年）4月1日 - 認定[1]

## 通過する自治体
- 静岡県
  - 静岡市（葵区）
  - 藤枝市

## 接続する道路
- 国道362号（起点：静岡市葵区相俣）

この間未開通区間あり（静岡市葵区相俣 - 静岡市葵区小布杉）/ 小布杉側は峠近くまで開通しているが、相俣側は工事が進んでいない。峠ではなく尾根経由の山道と、相俣よりひとつ東側の谷筋にある富沢から富沢峠に至る道、相俣側から狭隘なつづら折りを上り横峰林道を経て富沢峠に至るルートがある。
- 静岡県道209号静岡朝比奈藤枝線（藤枝市岡部町宮島 - 藤枝市岡部町桂島で重複）
- 静岡県道208号藤枝静岡線（終点：岡部北交差点）

## 周辺
- 静岡市立清沢小学校
- 静岡市立中藁科小学校小布杉分校
- 藤枝市立朝比奈第一小学校
- 朝比奈郵便局
- 道の駅玉露の里